# Інверсія температури

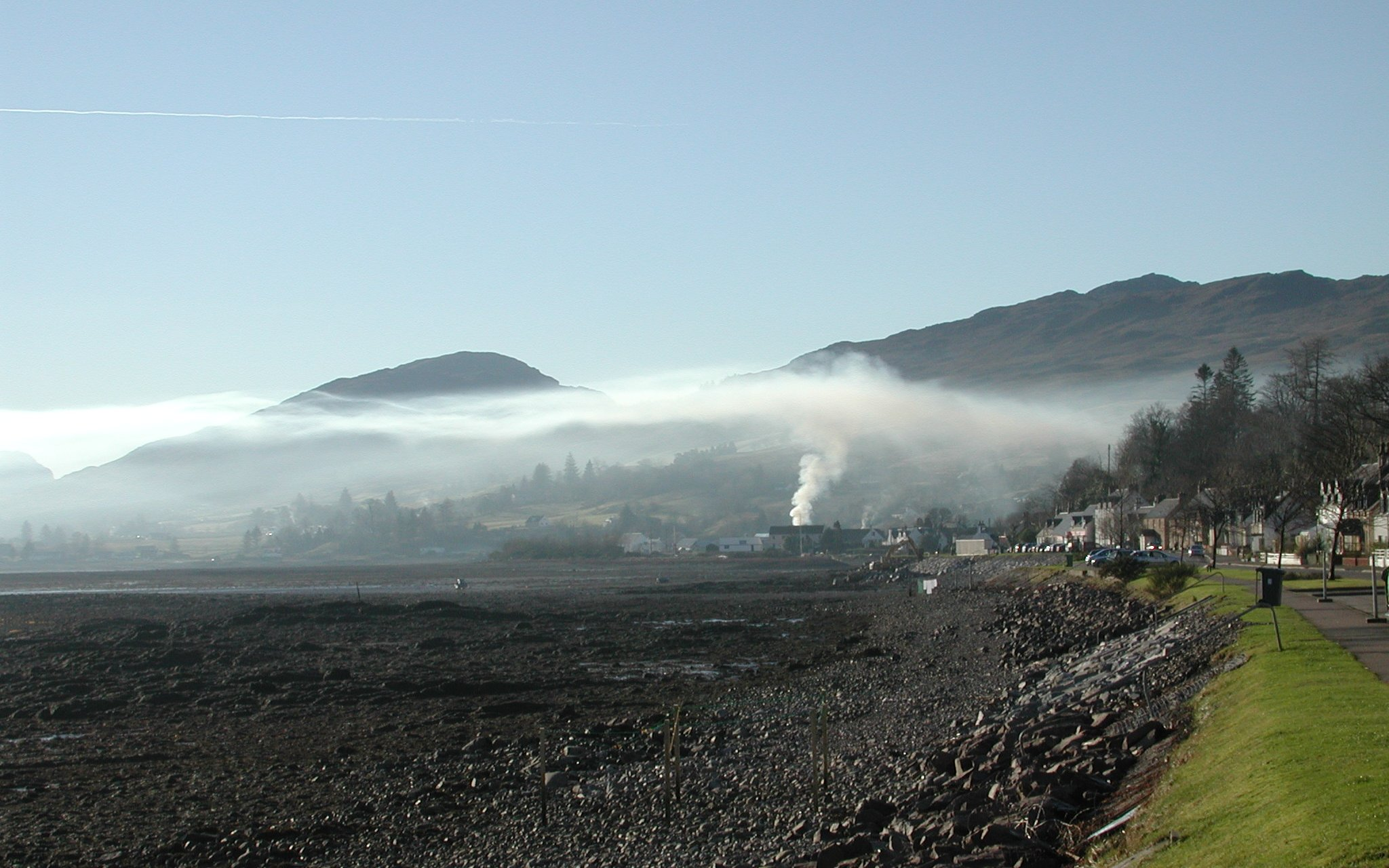
Дим, що піднімається, стримується шаром теплого повітря (Шотландія)

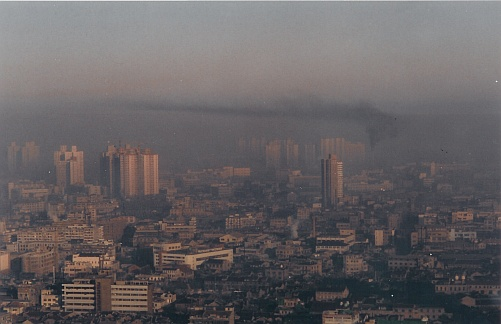
Зимовий дим у місті Шанхай, чітко виділяється границя вертикального розповсюдження повітря

Інверсія температури — підвищення температури повітря з висотою в якому-небудь шарі атмосфери. Приземні інверсії пов'язані переважно з охолодженням повітря від ґрунту в вечірні і нічні години. Також бувають обумовленими стіканням більш важкого холодного повітря по схилах в гірські долини.
Найчастіше спостерігаються в холодну пору року, при пануванні антициклональних циркуляційних процесів. При цьому температури в гірських долинах можуть бути на декілька градусів нижчими, ніж на верхніх частинах схилів та на гірських вершинах.
Завдяки даному явищу абсолютні мінімуми температур в горах (зокрема, Карпатах), характерні не для вершин хребтів, а для вузьких міжгірських долин. Явище температурної інверсії пов'язане із виникненням на гірських схилах теплих смуг, де клімат є теплішим, ніж вище та нижче по схилі. Так, в Закарпатті найкращі кліматичні умови для вирощування теплолюбивих культур мають місце не в низьких днищах долин, а на схилах до висоти 200—250 м.
Інверсія температури ускладнює вертикальну циркуляцію повітря. Через це в містах вона часто призводить до застою біля земної поверхні повітря, забрудненого викидами промисловості і транспорту, аж до утворення смогу.